# Campoplex nigrus
Campoplex nigrus är en stekelart som beskrevs av Gupta och Maheshwary 1977. Campoplex nigrus ingår i släktet Campoplex och familjen brokparasitsteklar. Inga underarter finns listade.